# Minetarō Mochizuki
Minetarō Mochizuki (望月ミネタロウ?, Mochizuki Minetarō; Yokohama, 29 gennaio 1964) è un fumettista giapponese.
È conosciuto a livello internazionale soprattutto per il manga Dragon Head, vincitore del 21º Premio Kodansha per i manga nel 1997 e dell’Osamu Tezuka Culture Prize nel 2000.

## Biografia
Minetarō Mochizuki è nato a Yokohama in data 29 gennaio 1964. Conclusi gli studi al Tokyo Designer College lavora per un breve periodo di tempo come grafico. Appassionato di manga sin da giovane, debutta con il racconto breve Fūruzumeito (フ ル ズ メ イ ト ト), pubblicato nel 1985 sulla rivista "Weekly Young Magazine" e vincitore del Chiba-Tetsuya Prize. Nello stesso anno, prende avvio la sua prima serie lunga che si concluderà nel 1988 e che verrà adattata per il cinema nel 1990: Batāshi Kingyo (バタアシ金魚). 
Nel 1990, Mochizuki pubblica "Weekly Young Magazine" Baikumeen (バイクメ〜ン) a cui farà seguito il racconto dell’orrore Zashiki Onna (敷 女 女), un grande successo di vendite. Per la rivista Mister Magazine, invece, scriverà Ocha no Ma (茶 茶 の 間) e Samehada Otoko to Momojiri Onna (肌 男 と 桃 尻 女 女).
Nel 1994, Mochizuki inizia a scrivere la serie che lo consacrerà come una delle figure più importanti tra i giovani mangaka della fine del secolo scorso: Doragon Heddo – Dragon Head  - (ドラゴンヘッド) terminerà nel 1999 con 10 volumi e verrà poi adattata in una pellicola cinematografica nel 2003. Dragon Head vincerà il 21º Premio Kodansha per i manga nel 1997 e l’Osamu Tezuka Culture Prize nel 2000, e verrà candidata per il Seiun Prize nel 2001. 
Tra il 2002 ed il 2008 disegna la serie Man Shuku (万祝), conosciuta all’estero con il titolo Maiwai, mentre nel biennio successivo Tōkyō Kaidō (東京怪童). Tra il 2013 e il 2015 esce la sua ultima opera: Chiisakobe (ちいさこべえ) è accolta con successo di pubblica e critica in patria e all’estero dove ottiene il Prix Asie dell'ACBD (Association des critiques et journalistes de bande dessinée) e il Prix de la série del Festival d'Angoulême 2017. Grande appassionato di cinema, Mochizuki ha avviato nel 2018 la versione a fumetti del film L'isola dei cani di Wes Anderson, uno tra i suoi registi favoriti. 
Katsuhiro Ōtomo ha definito Mochizuki come "il mangaka più talentuoso della sua generazione".

## Opere
- Batāshi Kingyo (バタアシ金魚) (1985-1988), 6 tankōbon
- Baikumeen (バイクメ〜ン)  (1990-1993), 8 tankōbon
- Ocha no Ma (お茶の間) (1992), 1 tankōbon
- Zashiki Onna (座敷女) (1993), 1 tankōbon
- Samehada Otoko to Momojiri Onna (鮫肌男と桃尻女) (1994), 1 tankōbon
- Doragon Heddo – Dragon Head  - (ドラゴンヘッド) (1994-1999), 10 tankōbon
- Zutto Saki no Hanashi (ずっと先の話) (2001), 1 tankōbon
- Maiwai (万祝) (2002-2008), 11 tankōbon
- Tōkyō Kaidō (東京怪童) (2008-2010), 3 tankōbon
- Chiisakobe (ちいさこべえ) (2013-2015), 4 tankōbon
- L'isola dei cani (犬ヶ島) (2018), 1 tankōbon
- Botsuyuu Manga Botsuyuu Jinsei - No Comic No Life (   没有漫画 没有人生 ノーコミック ノーライフ) (2022-2024), 2 tankōbon